# قلعة سهرابي
قلعة سهرابي (بالفارسية: قلعه سهراب، تلفظ [Qal‘eh Sohrāb] أيضا تعرف باسم [Sohrāb]) هي منطقة سكنية في محافظة فارس إيران التابعة لبلدة أشكنان مقاطعة لامرد.

## السكان
تقع هذه القرية في قسم كال وحسب تقديرات سنة 2006 كان مجموع عدد سكانها 307 نمسة يعيشون في 55 أسرة.